# セサル・ブラックマン
セサル・ロドルフォ・ブラックマン・カマレナ (César Rodolfo Blackman Camarena , 1998年4月2日 - )はパナマ・パナマ市出身のサッカー選手。フォルトゥナ・リーガのŠKスロヴァン・ブラチスラヴァに所属している。ポジションは DF。

## クラブ経歴

### 母国時代
2015年にリーガ・パナメーニャのチョリージョFCでプロデビュー。プロ2年目の2016-17シーズンは30試合1ゴールと頭角を表した。

### DACドゥナイスカー・ストレダ
2017年9月12日、FC DAC 1904ドゥナイスカー・ストレダと契約。2023年までの6年間プレーした。

### ŠKスロヴァン・ブラチスラヴァ
2023年6月14日、ŠKスロヴァン・ブラチスラヴァと契約。加入1年目の2023-24シーズンは26試合2ゴールを記録した。

## 代表経歴
2019年3月にパナマ代表に初招集。13日のブラジル戦で代表デビュー。2023年は2023 CONCACAFゴールドカップの代表に選出され、準優勝を経験。更に2024年にはコパ・アメリカ2024にも出場。グループC第2戦のアメリカ戦では、前半26分に同点ゴールを決め、2-1の逆転勝利に貢献。続くボリビア戦にも勝利し、決勝トーナメント進出に貢献した。